# رز«چهره فرشته»
رز «چهره فرشته» یک رقم رز صورتی فلوریبوندا است که توسط هربرت سویم و شرکت ویکس رز گروئرز پرورش یافته و در سال ۱۹۶۸ در ایالات متحده معرفی شد. «چهرهٔ فرشته» حاصل تلاقی دو رقم فلوریبوندا («سیرک» × «پینوکیوی اسطوخدوسی») و یک رقم رز دورگه چایبه نام «استرلینگ سیلور» است. این رز در سال ۲۰۰۲ به عنوان برنده گل رز سراسر آمریکا انتخاب شد 

## توضیحات
به‌گفتهٔ چارلز و بریجید کوئست-ریتسون در کتاب دایرةالمعارف رزها، «ممکن است که «چهرهٔ فرشته» بیش از ۳۰ سال پیش معرفی شده باشد، اما همچنان بهترین رز فلوریبوندای بنفش مایل به ارغوانی است—دلیلی زنده بر این‌که گاهی اوقات رزهای قدیمی بهتر از رزهای جدید هستند.»
«چهرهٔ فرشته» گیاهی قائم و پرپشت با شاخ و برگ براق است که فرمی مرتب با ارتفاع و عرض حدود ۹۰ سانتی‌متر دارد. این رز برای استفاده به عنوان گل‌های شاخه‌بریده مناسب است. گیاهی کم‌حجم بوده و به‌طور فراوان گل می‌دهد. بهترین رشد آن در آفتاب کامل و هر خاک با زهکشی مناسب حاصل می‌شود. گل‌های اسطوخدوسی به قطر حدود ۷٫۵ سانتی‌متر با لبه‌های موج‌دار و حاشیه‌ای به رنگ یاقوتی پررنگ‌تر دارد و هم به صورت شاخه‌های منفرد و هم به شکل خوشه‌ای رشد می‌کنند. عطر آن قوی و شیرین است و جوایزی را نیز برای عطر خود به دست آورده است. این گیاه در مناطق اقلیمی ۵ تا ۹ مقاوم است. باید در اوایل فصل رشد تدابیر پیشگیرانه‌ای در برابر حشرات و بیماری‌ها اندیشید، چرا که شکوفه‌های معطر آن خوراک محبوب شته‌ها هستند و به بیماری زنگ رز نیز مبتلا می‌شوند.

## جوایز
- برنده جایزه منتخب رز سراسری آمریکا (AARS)، ایالات متحده، (1969) [۱]